# Wilhelm von Bestelmeyer

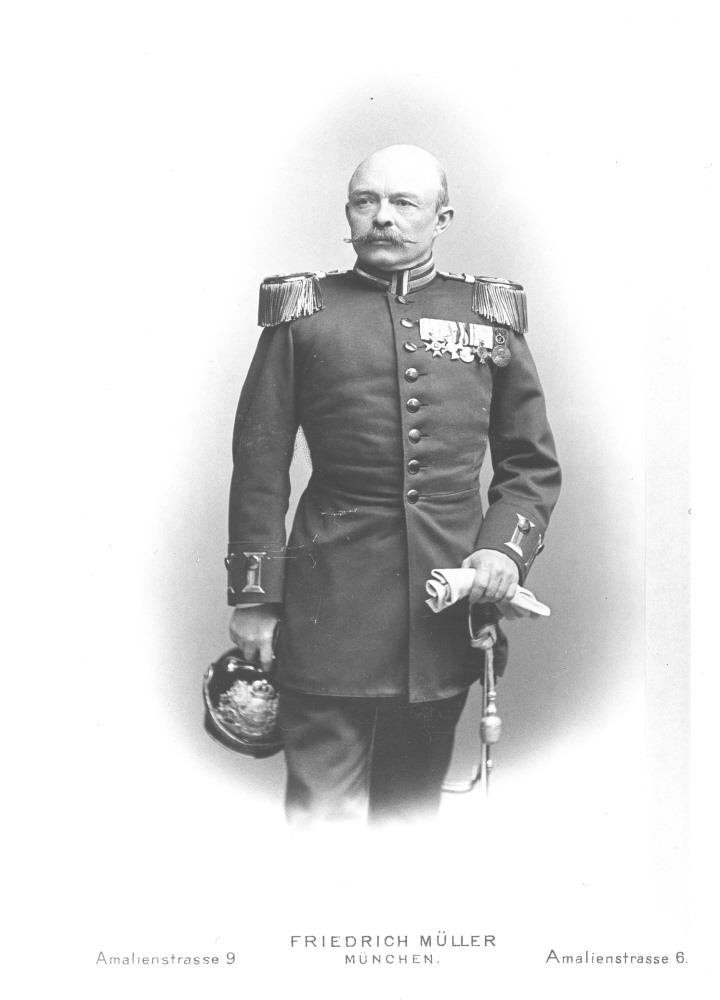
Wilhelm Bestelmeyer im Jahr 1903

Georg Julius Wilhelm Bestelmeyer, seit 1903 Ritter von Bestelmeyer (* 1. Juni 1847 in Nürnberg; † 16. Juli 1913 in München) war bayerischer Generalstabsarzt der Armee mit dem Rang als Generalleutnant.

## Leben
Wilhelm Bestelmeyer war Sohn des Nürnberger Kaufmanns und zweiten Bürgermeisters Georg Bestelmeyer.
Er besuchte das heutige Melanchthon-Gymnasium Nürnberg. Nach dem Abitur immatrikulierte er sich am 31. Oktober 1865 an der Friedrich-Alexander-Universität Erlangen für Medizin. Am 4. Juli 1866 wurde er im Corps Onoldia recipiert. 1871 wurde er in Erlangen an der Medicinischen Facultaet zum Dr. med. promoviert.
Mit Beginn des Krieges gegen Frankreich wurde Bestelmeyer 1870 als Einjährig-Freiwilliger Arzt bei der Kommandantschaft Nürnberg in die Bayerische Armee einberufen. Ende Februar 1871 wurde er nach Ablauf seiner Dienstzeit Landwehr-Assistenzarzt. Im Dezember 1871 wurde er zum Bataillonsarzt im 14. Infanterie-Regiment in Nürnberg ernannt. Im April folgte der Ernennung zum Assistenzarzt I. Klasse. 1873 war er zu Operationskursen u. a. bei Karl Lotzbeck kommandiert. 1874 war er für mehrere Monate in Wien und hörte dort Vorlesungen u. a. bei Heinrich von Bamberger und Hans von Hebra. 1879/83 war er Stabsarzt beim 5. Infanterie-Regiment in Bamberg. 1883 kam er wieder in das 14. Infanterie-Regiment nach Nürnberg. Neujahr 1889 kam er als Oberstabsarzt II. Klasse; 1893 Oberstabsarzt I. Klasse; und Regimentsarzt zum 2. Ulanen-Regiment „König“ nach Ansbach. Im Februar 1894 wurde er als Referent in das Kriegsministerium nach München versetzt. Mit Verbleib im Ministerium wurde er im November 1896 zum Divisionsarzt ernannt; daraus wurde im April 1898 der Generaloberarzt. Im Januar 1900 als Generalarzt zum Chef der Medizinalabteilung im Kriegsministerium ernannt, war er mit der Stellvertretung des Generalstabsarztes der Armee betraut. Am 10. April 1901 wurde er zum Generalstabsarzt der Armee ernannt.
Prinzregent Luitpold verlieh ihm am 27. Dezember 1902 das Ritterkreuz des Verdienstordens der Bayerischen Krone. Damit verbunden war die Erhebung in den persönlichen Adelsstand verbunden und er durfte sich nach der Eintragung am 19. Januar 1903 in die Adelsmatrikel „Ritter von Bestelmeyer“ nennen. Außerdem erhielt er am 14. Dezember 1906 den Rang als Generalleutnant mit dem Prädikat „Exzellenz“, am 27. Januar 1908 die Erlaubnis zur Annahme des Roten Adlerordens II. Klasse mit Stern sowie am 1. März 1908 den Stern zum Militärverdienstorden II. Klasse. Aus Anlass des 90. Geburtstages von Prinzregent Luitpold zeichnete man Bestelmeyer am 15. Februar 1911 mit dem Verdienstorden vom Heiligen Michael I. Klasse aus. In Genehmigung seines Abschiedsgesuches wurde er am 15. Oktober 1911 mit der gesetzlichen Pension zur Disposition gestellt.
Er war seit dem 16. August 1873 mit der Nürnbergerin Johanna Schatt verheiratet und hatte vier Kinder. Sein ältester Sohn war der spätere Architekt und Hochschullehrer German Bestelmeyer. Ein weiterer Sohn war der spätere Experimentalphysiker Adolf Bestelmeyer.